# Medicație topică
Medicația topică reprezintă acele tratamente medicale de uz extern, aplicate direct pe piele. Se realizează prin ungerea sau pansarea rănilor cu creme, prafuri sau unguente, care se aplică local, pe zona afectată.